# Ernest L. Ransome
Ernest Leslie Ransome (1844–1917) fue un ingeniero y arquitecto inglés. Fue pionero en las técnicas de construcción de hormigón armado. Ransome diseñó las estructuras de hormigón más sofisticadas en Estados Unidos en aquella época.